# キム・ヘジュン
キム・ヘジュン（朝鮮語: 김해준、1987年2月8日 - ）は、韓国のコメディアン、クリエイターである。
デビューは2018年1月7日で、現在コメディビッグリーグ（tvN）とユーチューブ「キム・ヘジュン」本人チャンネルでクリエイターとして活発に活動している。

## 音楽作品

### デジタルシングル
- 「그러니깐 」2021年6月4日
- 「크리스마스 이게 뭐라고 」2021年12月12日